# بيليه أنهولت
بيليه أنهولت (بالهولندية: Pelé van Anholt)‏ (23 أبريل 1991 بسنيك في هولندا - ) هو لاعب كرة قدم هولندي في مركز الوسط. لعب مع نادي إيمن ونادي هيرنفين.

## وصلات خارجية
- بيليه أنهولت على موقع الدوري الأمريكي (الإنجليزية)
- بيليه أنهولت على موقع قاعدة بيانات كرة القدم.إي يو (الإنجليزية)
- بيليه أنهولت على موقع Soccerway.com (الإنجليزية)
- بيليه أنهولت على موقع عالم كرة القدم.نت (الإنجليزية)